# Lea Piltti

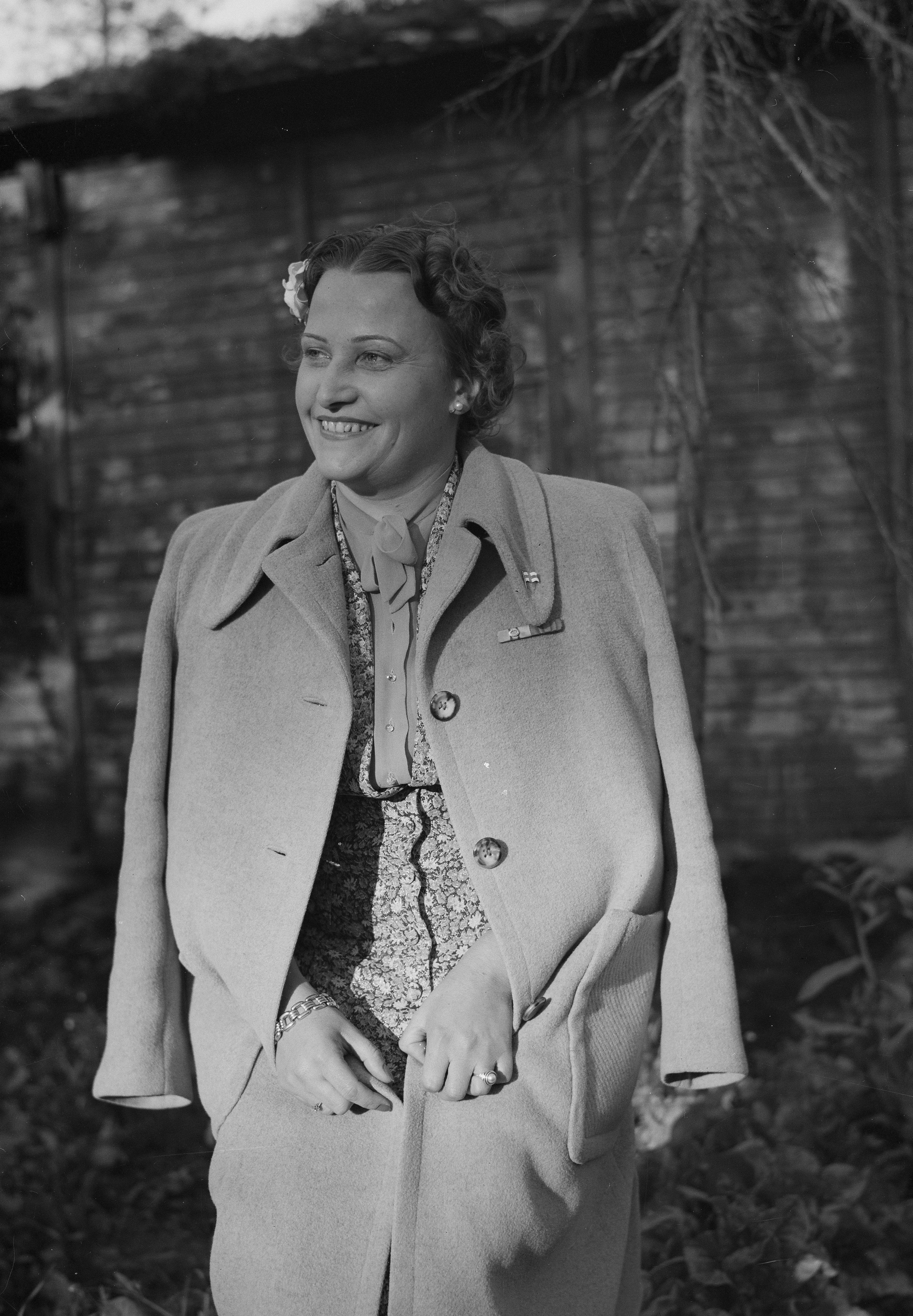
Lea Piltti, 1943.

Lea Maire Piltti, född 2 januari eller 1 februari 1904 i Rautjärvi, Finland, död 5 februari 1982 i Helsingfors, var en finländsk operasångerska och sångpedagog. Hon var en av sin tids mest framstående koloratursopraner.

## Biografi
Piltti började sina sångstudier vid 16 års ålder under Anna Hagelstam. Samtidigt gick hon i grundskolan och på Jyväskylä seminarium, där hon tog examen som folkskollärare 1924. Debutkonsert gav den unga sångerskan 1926, och snart gjorde hon sin debut på den finska operan med titelrollen i Léo Delibes Lakmé. 
Piltti studerade sång också utomlands i Paris och Berlin. Det första utländska framträdandet gjorde hon på Königsbergsoperan 1930, där hennes internationella karriär tog fart. Hon fick ett fyraårigt kontrakt med Weimar Deutsches Nationaltheater, men gjorde också gästspel på flera tyska operascener, till exempel Berlinoperan, där hennes roll som Nattens drottning i Mozarts Trollflöjten, fick stort beröm. 
År 1939 knöts Piltti till Wiener Staatsoper som första koloratursopran, men gjorde fortfarande flera framträdande på tyska operahus. Hon hade också ett samarbete med kompositören Richard Strauss som fortsatte fram till 1942, då Piltti sjöng Strauss solosånger och kompositören medverkade som ackompanjatör. Sångerna spelades in på ljudskiva och Piltti gjorde flera andra inspelningar under sin karriär.
Andra världskriget tvingade Piltti att återvända till Finland 1943, och sedan 1940-talet gjorde hon främst konserter och solistframträdanden hemma, i Europa och i USA. Piltti tvingades efter kriget att ta konsekvenserna av en nära kontakt med det nazistiska Tyskland. 
År 1949 började hon en karriär som sångpedagog. Hon arbetar från 1966 i Lahtis, Jyväskylä, Åbo och Tavastehus som musik- och sånglärare. De mest kända av Pilttis elever är sopranen Anita Välkki och bassångaren Matti Salminen. Hon fick Pro Finlandia-medaljen 1956 och några år senare, 1961, gav hon en avskedskonsert. Hon tilldelades professors titel 1974.

## Utmärkelser
- Förtjänstkorset av Finlands Vita Ros’ orden,  september 1940[1]
- Frihetskorsets 4. klass,  1943[1]
- Pro Finlandia-medaljen av Finlands Lejons orden,  6 december 1956[2]

[Redigera Wikidata]